# Kurtomathrips morrilli
Kurtomathrips morrilli är en insektsart som beskrevs av Dudley Moulton 1927. Kurtomathrips morrilli ingår i släktet Kurtomathrips och familjen smaltripsar. Inga underarter finns listade i Catalogue of Life.